# スティーブン・オッグ
スティーブン・オッグ（英:Steven Ogg 1973年11月4日-）とは、カナダの俳優である。
日本では『グランド・セフト・オートV』のトレバー・フィリップスの声優や『ウォーキング・デッド』のサイモン役として知られている。

## 概要

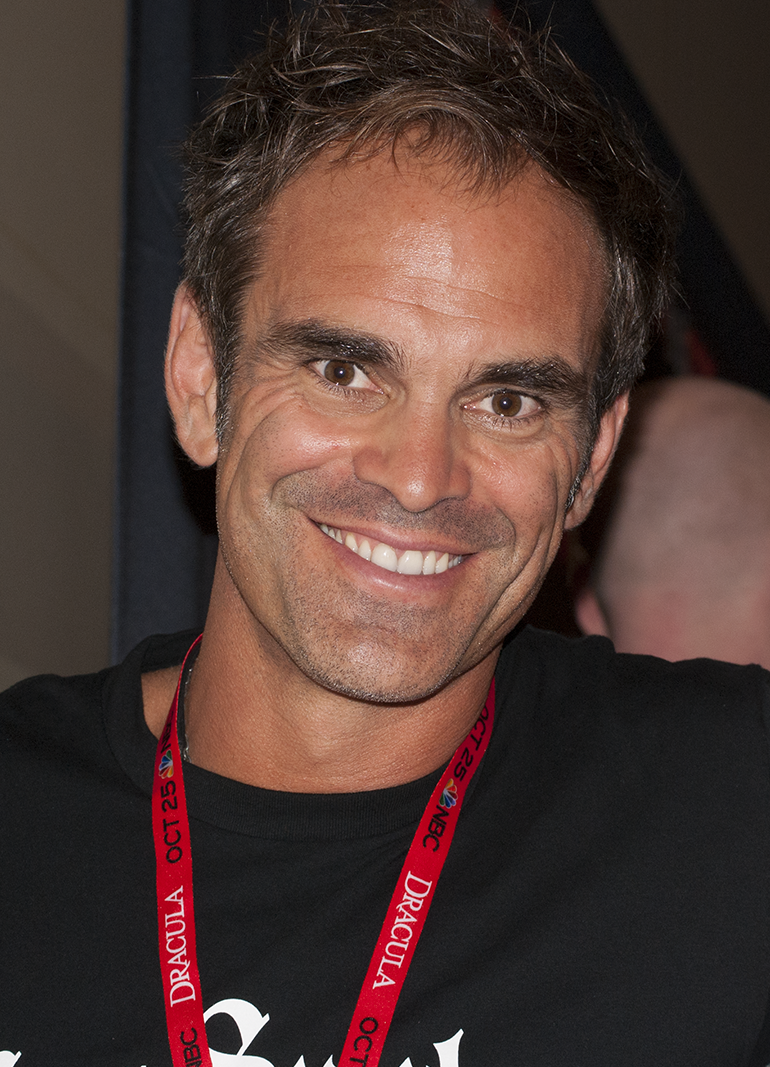
2013年のオッグ

オッグはカナダのアルバータ州のエドモントンで生まれ、カルガリーで育った。
彼は、さまざまな演劇作品に従事する前に、カナダ国立映画庁の映画で俳優としてのキャリアを開始した。

## キャリア
2013年、ロックスター・ゲームスから発売されたゲーム『グランド・セフト・オートV』のトレバー・フィリップス役として出演、世界的に名を知られる事になった。2016年に『ウォーキング・デッド』シーズン6にて、サイモン役として出演した。

## 出演作品

### 映画
- 不死身（2015）- アレックス
- エスコート（2015）- ウォーレン
- ソリス（2018）- トロイ・ホロウェイ
- 自由への道（2022）

### ドラマ
- ロー&オーダー（2000）- マーク・ヴィー
- サード・ウォッチ（2001）
- アンフォゲッタブル 完全記憶捜査（2013）- ラリー・ヤブロンスキ
- PERSON of INTEREST 犯罪予知ユニット（2013）- チャック
- マードック・ミステリー 〜刑事マードックの捜査ファイル〜（2014）- バット・マスターソン
- ベター・コール・ソウル（2015、2020）- サプチャーク
- ウォーキング・デッド（2016-2018）- サイモン
- ウエストワールド（2016-2018）- リーバス
- The Tick / ティック～運命のスーパーヒーロー～（2019）- フレクソン
- スノーピアサー（2020-2022）- パイク
- ウォーキング・デッド: デッド・シティ (2023) - サイモン

### アニメ
- OK K.O.! めざせヒーロー（2017-2019）- ベノマス博士

### ゲーム
- アローン・イン・ザ・ダーク（2008）- ヴィニー
- グランド・セフト・オートV（2013）- トレバー・フィリップス